# Ramazan Özcan
Ramazan Özcan (Hohenems, 28 juni 1984) is een Oostenrijks voetballer van Turkse afkomst die dienstdoet als doelman. Hij verruilde FC Ingolstadt in juli 2016 voor Bayer 04 Leverkusen. Özcan debuteerde in 2008 in het Oostenrijks voetbalelftal.
Özcan verruilde Red Bull Salzburg in januari 2008 voor TSG 1899 Hoffenheim, eerst op huurbasis en vervolgens definitief. De club verhuurde hem in januari 2010 aan Beşiktaş JK; voorafgaand aan het seizoen 2011/12 maakte hij de overstap naar de Duitse club FC Ingolstadt 04, op dat moment actief in de 2. Bundesliga. Bij Ingolstadt werd Özcan eerste doelman. Hij promoveerde na vier seizoenen met de club naar de Bundesliga. Na één seizoen met Ingolstadt in de Bundesliga gespeeld te hebben, plukte Bayer 04 Leverkusen hem daar weg.

## Clubstatistieken
| seizoen | club                | land       | competitie    | wed. | goals |
| ------- | ------------------- | ---------- | ------------- | ---- | ----- |
| 2003/04 | SC Austria Lustenau | Oostenrijk | Erste Liga    | 26   | 0     |
| 2004/05 | SC Austria Lustenau | Oostenrijk | Erste Liga    | 24   | 0     |
| 2005/06 | SC Austria Lustenau | Oostenrijk | Erste Liga    | 36   | 0     |
| 2006/07 | Red Bull Salzburg   | Oostenrijk | Bundesliga    | 2    | 0     |
| 2007/08 | → TSG Hoffenheim    | Duitsland  | 2. Bundesliga | 17   | 0     |
| 2008/09 | TSG Hoffenheim      | Duitsland  | Bundesliga    | 8    | 0     |
| 2009/10 | TSG Hoffenheim      | Duitsland  | Bundesliga    | 0    | 0     |
| 2009/10 | → Beşiktaş JK       | Turkije    | Süper Lig     | 4    | 0     |
| 2010/11 | TSG Hoffenheim      | Duitsland  | Bundesliga    | 0    | 0     |
| 2011/12 | FC Ingolstadt 04    | Duitsland  | 2. Bundesliga | 22   | 0     |
| 2012/13 | FC Ingolstadt 04    | Duitsland  | 2. Bundesliga | 32   | 0     |
| 2013/14 | FC Ingolstadt 04    | Duitsland  | 2. Bundesliga | 32   | 0     |
| 2014/15 | FC Ingolstadt 04    | Duitsland  | 2. Bundesliga | 33   | 0     |
| 2015/16 | FC Ingolstadt 04    | Duitsland  | Bundesliga    | 28   | 0     |
| 2016/17 | Bayer 04 Leverkusen | Duitsland  | Bundesliga    | 0    | 0     |
| 2017/18 | Bayer 04 Leverkusen | Duitsland  | Bundesliga    | 1    | 0     |
| 2018/19 | Bayer 04 Leverkusen | Duitsland  | Bundesliga    | 2    | 0     |
| Totaal  | Totaal              | Totaal     | Totaal        | 267  | 0     |

## Interlandcarrière
Özcan debuteerde in augustus 2008 in het Oostenrijks voetbalelftal. Hij werd in 2008 opgeroepen als derde doelman in de selectie die deelnam aan het Europees kampioenschap voetbal 2008. Op het toernooi kwam hij niet aan spelen toe. Met Oostenrijk nam Özcan in juni 2016 deel aan het Europees kampioenschap voetbal 2016 in Frankrijk. Özcan speelde eerder 23 wedstrijden in het elftal onder 21 van Oostenrijk.

## Erelijst
Red Bull Salzburg
- Landskampioen

2007
 Ingolstadt
- 2. Bundesliga

2014/15
1 Hrádecký  ·
3 Hincapié ·
4 Tah ·
5 Hermoso ·
7 Hofmann ·
8 Andrich ·
10 Wirtz ·
11 Terrier ·
12 Tapsoba ·
13 Arthur ·
14 Schick ·
16 Buendía ·
17 Kovář ·
18 Sarco ·
19 Tella ·
20 Grimaldo ·
21 Adli ·
22 Boniface ·
23 Mukiele ·
24 García ·
25 Palacios ·
30 Frimpong ·
34 Xhaka ·
36 Lomb ·
44 Belocian ·
Coach: Alonso
1 Almer ·
2 Garics ·
3 Dragović ·
4 Hinteregger ·
5 Fuchs ·
6 Ilsanker ·
7 Arnautović ·
8 Alaba ·
9 Okotie ·
10 Junuzović ·
11 Harnik ·
12 Lindner ·
13 Suttner ·
14 Baumgartlinger ·
15 Prödl ·
16 Wimmer ·
17 Klein ·
18 Schöpf ·
19 Hinterseer ·
20 Sabitzer ·
21 Janko ·
22 Jantscher ·
23 Özcan ·
Coach: Koller